# اپیفانی (ترانه تیلور سوئیفت)
«اپیفانی» (انگلیسی: Epiphany) ترانه‌ای از خواننده-ترانه‌سرای آمریکایی، تیلور سوئیفت است. این سیزدهمین قطعه در هشتمین آلبوم استودیویی سوئیفت، فولکلور است که در ۲۴ ژوئیه ۲۰۲۰ از طریق ریپابلیک رکوردز منتشر شد. «اپیفانی» را سوئیفت و تهیه‌کننده‌اش آرون دسنر نوشته‌اند و ادای احترامی به خدمت‌های کسانی است که در خط مقدم جلوگیری از دنیاگیری کووید-۱۹ ارائه داده‌اند.